# Maison d'Orléans-Galliera
 (août 2024).
Si vous disposez d'ouvrages ou d'articles de référence ou si vous connaissez des sites web de qualité traitant du thème abordé ici, merci de compléter l'article en donnant les références utiles à sa vérifiabilité et en les liant à la section « Notes et références ».
La maison d’Orléans-Galliera (en espagnol, Casa de Orleans-Galliera) est une famille princière franco-espagnole issue de la maison française d’Orléans et de la maison espagnole de Bourbon-Anjou.
Dernier enfant du roi Louis-Philippe, le prince Antoine d’Orléans, duc de Montpensier, épouse le 10 octobre 1846 l’infante Louise-Ferdinande d’Espagne, fille du roi Ferdinand VII d’Espagne. Il est duc de Galliera par donation de la duchesse Maria de Brignole-Sale et fonde ainsi la maison ducale de Galliera.

## Généalogie
- Antoine d'Orléans (1824-1890), infant d’Espagne, duc de Montpensier, duc de Galliera 
 ∞ Louise-Fernande de Bourbon (1832-1897), infante d’Espagne
  - Marie-Isabelle d'Orléans (1848-1919), infante d’Espagne 
  ∞ Philippe d’Orléans, comte de Paris 
    - Maison d’Orléans

  - María Amelia de Orleans y Borbón (1851-1870) (SP)
  - Marie-Christine d'Orléans (1852-1879) (SP)
  - María de la Regla de Orleans y Borbón (1856-1861) (SP)
  - Un enfant mort-né (1857) (SP)
  - Fernando María de Orleans y Borbón (1859-1873) (SP)
  - Mercedes d'Orléans (1860-1878) (SP)
  ∞ Alphonse XII d'Espagne 
  - Felipe Raimundo de Orleans y Borbón (1862-1864) (SP)
  - Antoine d'Orléans (1866-1930), infant d'Espagne, duc de Galliera 
  ∞ Eulalia de Borbón, infante d'Espagne
    - Alphonse d'Orléans (1886-1975), infant d'Espagne, duc de Galliera 
  ∞ Béatrice de Saxe-Cobourg et Gotha 
      - Alvaro d'Orléans (1910-1997), infant d'Espagne, duc de Galliera 
  ∞ Carla Parodi-Delfino 
        - Gerarda de Orleans-Borbón y Parodi-Delfino (1939), marquise de Marchelana  
  ∞ Harry Freeman Saint 
          -  Famille Saint 

        - Alonso de Orleans-Borbón y Parodi-Delfino (1941-1975) 
  ∞ Emilia Ferrara-Pignatelli dei Principi di Strongoli 
          - Alfonso de Orleans-Borbón (1968), duc de Galliera 
  ∞ Véronique Goeders 
            - Alonso Juan de Orleans-Borbón y Goeders (1994) 
 fiancé à Charlotte de Liedekerke de Pailhe 

          - Álvaro de Orleans-Borbón y Ferrara-Pignatelli (1969) 
 ∞ 2007 Alice Acosta 
            - Aiden de Orleans-Borbón y Acosta (2009)

        - Beatriz de Orleans-Borbón y Parodi-Delfino (1943) 
  ∞ Tommaso dei Conti Farini
          -  Famille dei Conti Farini 

        - Álvaro Jaime de Orleans-Borbón y Parodi-Delfino (1947) 
  ∞ Giovanna San Martino d'Agliè dei Marchesi di San Germano
          - Pilar de Orleans-Borbón y San Martino d’Agliè (1975) 
  ∞ Nicholas Henderson-Stewart
            -  Famille Henderson-Stewart 

          - Andrés de Orléans-Borbón y San Martino d’Agliè (1976) 
  ∞ Anne-Laure van Exter
            - Inés de Orleans-Borbón van Exter (2010)
            - Eugenia de Orleans-Borbón van Exter (2010)

          - Alois de Orleans-Borbón y San Martino d’Agliè (1979) 
  ∞ Guadalupe Solís Jabón
            - Alonso de Orleans-Borbón y Solís (2010)

      - Alfonso de Orleans y Sajonia-Coburgo-Gotha (1912-1936) (SP)
      - Ataúlfo de Orleans y Sajonia-Coburgo Gotha (1913-1974) (SP)

    - Louis-Ferdinand d'Orléans (1888-1945), infant d'Espagne (SP) 
  ∞ Marie Say 

  - Luis María de Orleans y Borbón (1867-1874) (SP)